# Muscicapa striata

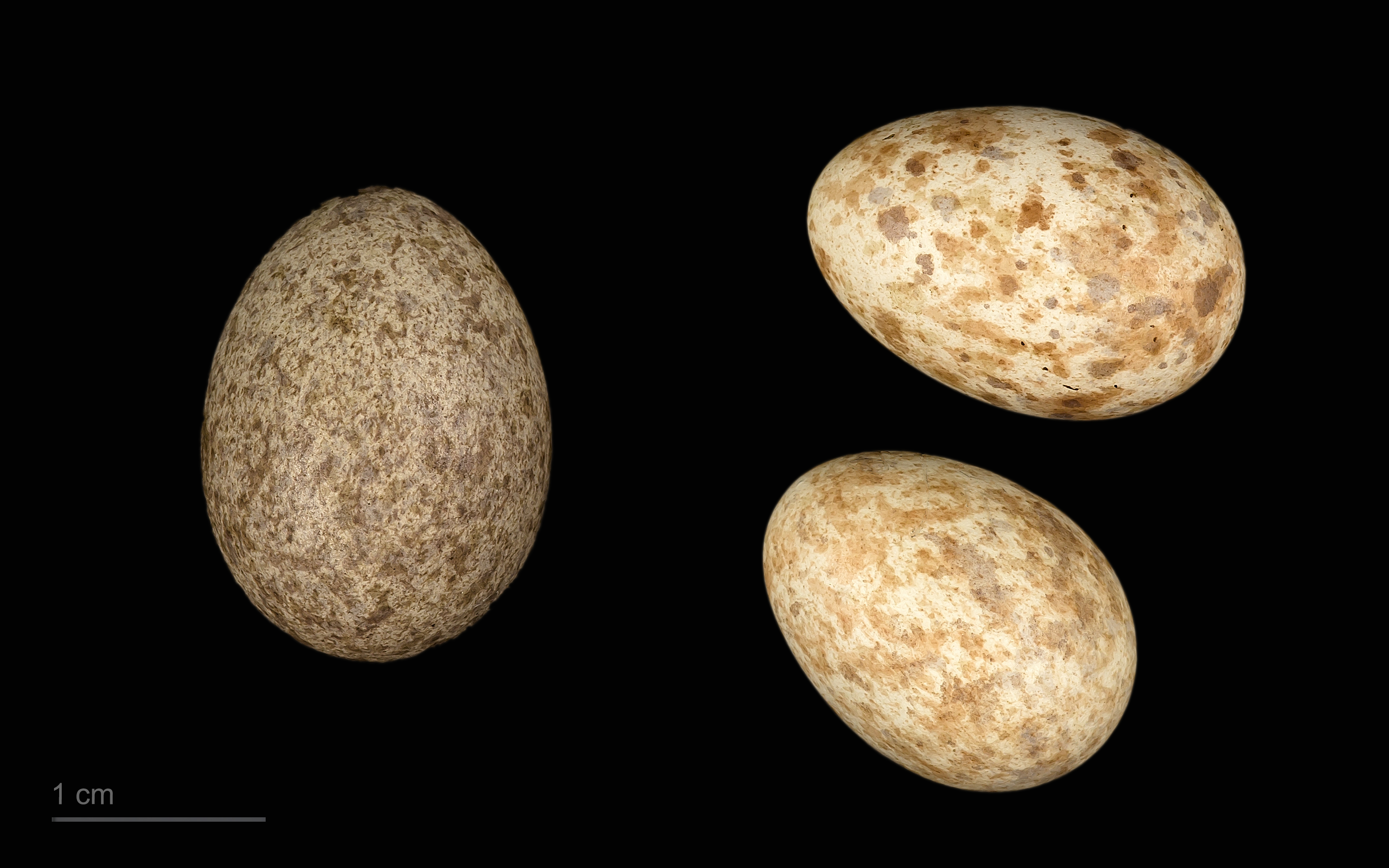
Cuculus canorus canorus em um ninho de Muscicapa striata - MHNT

Papa-moscas-cinzento ou taralhão-cinzento (Muscicapa striata) é uma ave da família Muscicapidae.
Tem cerca de 14 – 15 cm de comprimento, caracterizando-se pela plumagem predominantemente castanha, com o peito riscado.
Frequenta meios florestais, mas também parques e jardins, nidificando em buracos ou saliências. Em Portugal é um visitante estival, que chega em Maio e parte no final do Verão. Inverna na África tropical.

## Subespécies
São normalmente reconhecidas 7 subespécies de papa-moscas-cinzento:
- M. s. striata - Europa (expecto Ilhas Baleares, Córsega, Sardenha e Balcãs), para leste até aos montes Urais
- M. s. neumanni - Sibéria, Ásia Menor, Creta, Chipre e noroeste do Irão
- M. s. inexpectata - Crimeia
- M. s. balearica - Ilhas Baleares
- M. s. tyrrhenica - Córsega e Sardenha
- M. s. sarudnyi - Ásia
- M. s. mongola - Ásia